# معركة خانوه
معركة خانوَه هي معركة كبرى وقعت في 13 جمادى الآخرة 933 هـ/17 مارس 1527م على أرض خانوَه بعد نحو 60 كيلومتراً من غرب آغرا بالهند بين سلطنة مغول الهند بقيادة السلطان الأول ظهير الدين محمد بابر، والراجبوت بقيادة رانا سانغا حاكم مملكة أودايبور وتسمى «مملكة ميوار» الهندوسية بعد تحالفه مع أمراء سلطنة دلهي بعد هزيمتهم في معركة بانيبات الأولى. انتصر المسلمون في هذه المعركة على الراجبوت وتمكن السلطان محمد بابُر من القضاء على خطر الراجبوت، وتثبيت وجوده في الهند.

## خلفية تاريخية
أرسل حاكم الراجبوت «رانا سانغا» سفيراً إلى ظهير الدين بابر في كابول يعرض عليه المشاركة في هجوم على سلطان دلهي إبراهيم لودهي. كان عرض سانغا هو مهاجمته آغرا في حين هاجم بابُر دلهي. ومع ذلك، في حين قتال بابُر للسلطان إبراهيم لودهي، وتولي دلهي وآغرا لم يقم سانغا بأي تحرك، على ما يبدو أنه غير رأيه. بابر استاء من هذا التراجع، في سيرته الذاتية بابر إتهم رانا سانغا بخرق الاتفاق.
خمن المؤرخ «ساتيش تشاندرا» أن سانغا قد تصور منذ فترة طويلة صراع يدور بين بابر والسلطان إبراهيم لودي أن ذلك سيمكنه من السيطرة على مناطق كان يطمع بها. بدلا من ذلك، كتب تشاندرا، أن سانغا قد إعتقد أنه في حالة فوز المغولي بابر أنه سوف ينسحب من دلهي وآغرا مثلما فعل تيمورلنك الذي استولى على كنوز هذه المدن. ولكنه أدرك أن بابر ينوي البقاء في الهند، فشرع سانغا في بناء تحالف واسع من شأنه إما أن يجبر بابر على الخروج من الهند أو يحاصره في البنجاب. في أوائل 1527، تلقى بابر تقارير مسبقاً عن تحرك سانغا تجاه آغرا.

## مناوشات أولية
بعد معركة بانيبات الأولى بابر اعترف بأن الخطر الأكبر له يكمن في فصيلين هم: رانا سانجا، والأفغان الحاكمين لشرق الهند في ذلك الوقت. في مجلسه صرح بابر أن الأفغان يمثلون خطرا أكبر، وبالتالي تم إرسال همايون علي رأس جيشا لقتال الأفغان في الشرق. ومع ذلك، عند سماع خبر تقدم رانا سانجا على آغرا، تم استدعاء همايون على وجه السرعة. الكتائب العسكرية بعد ذلك أرسلت تحت قيادة بابر للاستيلاء على دولبور وقاليور وبايانا. وكانت هذه الحصون القوية تشكل الحدود الخارجية لآغرا. واستسلم قادة دولبور وقاليور وسلموا حصونهم إلى بابر وقبلوا بشروطه السخية. ومع ذلك، نظام خان قائد بايانا افتتح المفاوضات مع كل من بابر ورانا سانغا. هُزمت الكتيبة عسكرية الأولية لبابر إلى بايانا أيضا وفرقت من قبل قوات رانا سانغا. ومع ذلك، في وقت لاحق، استسلمت بايانا لبابر.

## تحالف راجبوتي - أفغاني ضد بابر
قد نجح رانا سانغا في بناء تحالف عسكري هائل ضد بابر. وانضم إليه بطبيعة الأمر جميع ملوك الراجبوت القيادية من ولاية راجستان - بما في ذلك من هاروتي وجالوري وسيروهي ودنجربور وديندهار وانبر. راو جانجا حاكم ميوار لم تنضم شخصيا، ولكن أرسل كتيبة نيابة عنه. راو مديني راو حاكم تشنديري في مالوا أيضا انضمت إلى الحلف. وعلاوة على ذلك، محمود اللودهي، الابن الأصغر لاسكندر اللودهي، والذي أعلنه الأفغان سلطانهم الجديد انضم أيضا إلى التحالف مع قوة من 10 آلاف أفغاني تحت إمرته. حسن خان ميواتي، حاكم ميوات، انضم أيضا إلى التحالف مع قوة من 12 آلف. ندد بابر بالأفغان الذين انضموا إلى التحالف ضده كما الكفار والمرتدين. ووفقا للمؤرخ «ساتيش تشاندرا»، بابر كان يستخدم هذه الكلمات بالمعنى السياسي وليس بالمعنى الديني. يقول تشاندرا أيضا أن التحالف تجانس بقيادة سانجا يمثل تحالف راجبوتي-أفغاني مع مهمته المعلنة هي طرد بابر، واستعادة الإمبراطورية اللودهية. وبالتالي، لا يكاد تكون معركة خانوه على أنه صراع ديني بين الهندوس والمسلمين، أو حتى محاولة الراجبوت لتأسيس الهيمنة على شمال الهند.

## بابر يستجمع قواته
وفقاً لما ذكره بابر في كتابه، تألف الجيش رانا سانغا من 200 ألف جندي—ربما تخمين مبالغ فيه وفقا للين بول، حتى لو كان هذا الرقم مبالغ فيه، تشاندرا علق بألا جدال في أن جيش سانغا فاق كثيرا قوات بابر. والأعداد الكبيرة والشجاعة التي ذكرت عن الراجبوت عملت على غرس الخوف في جيش بابر. وأضاف أحد علماء التنجيم إلى عدم الارتياح العام عبر تنبؤاته الحمقاء. ولرفع معنويات جنوده الواهنة، شرع بابور إلى التخلي عن شرب الخمور ومنعها وحظرها، وسكب كل مخازن الخمور على الأرض، وأعلنها توبة نصوح. كما قدم له النبلاء والجنود أن يحلفوا اليمين على المصحف أنهم سيقاتلون حتى الموت، في سيرته الذاتية، بابر يكتب ما يلي:

## المعركة
وقعت معركة خانوه في خانوه بالقرب من فاتحبور سيكري في 16 مارس 1527. وقبل المعركة قام بابر بمعاينة موقع المعركة بدقة. كما هو الحال في بانيبات قام بتعزيز جبهته عن طريق شراء العربات التي تم تثبيتها بواسطة سلاسل حديدية (لا جلدية كما في بانيبات) على الطراز العثماني. واستخدمت هذه لتوفير المأوى للخيول وتخزين المدفعية. واستخدمت الفجوات بين عربات للفرسان لتوجيه الضربات على الخصم في الوقت المناسب. لإطالة الخط، وضعت الحبال المصنعوعة من جلد الحيوانات الخام فوق حوامل خشبية ذات العجلات. وراء الحوامل وضع رجال البنادق الذين يمكنهم إطلاق النار إذا لزم الأمر، في التقدم. تعطي جنباته الحماية عن طريق حفر طريق بالإضافة إلى قوة نظامية، تم الاحتفاظ بوحدات صغيرة بعيداً على الجهة اليسرى والأمامية من أجل تكتيك «تلغوما» (المرافقة)، وهكذا، تم إعداد تشكيل هجومي دفاعي قوي بواسطة بابر. قاتل رانا سانغا بطريقة تقليدية، هاجم أجنحة الجيش المغولي، وتم منعه من الاختراق من قبل تعزيزات أرسلت بواسطة بابر. وفي إحدى تقدمات الراجبوت وحلفائهم الأفغان قد تم احتواؤهم، فقد قام بابر بتنفيذ وتطبيق تكتيكه. أمر العربات ورجال البنادق المضي قدما، حدثت زلزلة في الراجبوت وحلفائهم. وعلى الرغم من تقديمهم لمعركة باسلة، عانى رانا سانغا وحلفاؤه هزيمة كارثية، وبعد فوزه أمر بابر بإقامة برج من جماجم العدو - كما كان يفعلها تيمورلنك ضد خصومه، بغض النظر عن معتقداتهم الدينية. وفقا لشاندرا، كان الهدف من بناء برج من الجماجم ليس فقط لتسجيل انتصار كبير، ولكن أيضا لإرهاب المعارضين. في وقت سابق ونفس التكتيك قد استخدمت بواسطة بابر ضد أفغان باجور.

## بعد المعركة
أظهرت معركة خانوه أن شجاعة الراجبوت لم تكن كافية لمواجهة القيادة المتفوقة والمهارات التنظيمية لبابر.
بعد إصابته تمكن رانا سانغا من الهرب إلى شيتور ليتفادي الٱسر، لكن التحالف الكبير الذي بناه انهار. نقلاً عن راشبروك وليامز، شاندرا كتب ما يلي:
في ال30 يناير، 1528، توفي رانا سانغا في شيتور على ما يبدو تم تسميمه بواسطة طباخينه الذين علموا بخططه لتجديد القتال مع بابر لتكون انتحارية.

## أنظر أيضا
- دونجاربور